# Denel Dynamics
Denel Dynamics, anteriormente Kentron, es una división de Denel SOC Ltd, una empresa sudafricana de desarrollo y fabricación de armamento, totalmente propiedad del gobierno sudafricano.

## Historia
Los antecedentes de Denel Dynamics tienen sus raíces en la investigación, diseño y desarrollo de misiles, cuando comenzó en 1964 con el establecimiento del Institute for Rocket Research, que luego se convirtió en el National Institute for Defence Research en el Council for Scientific and Industrial Research (CSIR).
Sufrió un cambio de nombre de Kentron a Denel Aerospace Systems en 2004 y luego a Denel Dynamics. Denel Dynamics se encuentra en Centurion, Sudáfrica.
Investiga y desarrolla innovadores sistemas avanzados de tecnología en el campo de la defensa, operando en diferentes localizaciones de acuerdo con las certificaciones ISO 9000 e ISO 14000. Está considerado un socio estratégico de la Fuerza de Defensa Nacional de Sudáfrica.

## Productos
Entre los productos fabricados más importantes se encuentran:
- Vehículos aéreos no tripulados
- Misiles teledirigidos
- Misiles antitanque
- Misiles buscadores
- Bombas guiadas de precisión
- Sistemas de gestión de armamento
- Soluciones espaciales

## Violación del embargo de armas de la ONU
Cuatro sudafricanos que trabajaban para Kentron fueron arrestados en marzo de 1984 en Coventry y acusados de violar la Resolución 418 del Consejo de Seguridad de las Naciones Unidas que incluía el embargo de armas, que prohibía la exportación de armas y equipo militar a la Sudáfrica del apartheid.
A los llamados Cuatro de Coventry se les concedió libertad bajo fianza de 200.000 libras y una garantía de un diplomático de la embajada de Sudáfrica que renunció a su inmunidad diplomática. Se les permitió regresar a Sudáfrica con la condición de que comparecieran en su correspondiente juicio en Inglaterra en agosto de 1984. Finalmente, el ministro de Relaciones Exteriores de Sudáfrica, Pik Botha, se negó a permitirles regresar para el juicio.